# Zelotes anthereus
Zelotes anthereus är en spindelart som beskrevs av Chamberlin 1936. Zelotes anthereus ingår i släktet Zelotes och familjen plattbuksspindlar. Inga underarter finns listade i Catalogue of Life.